# Гамалея, Борис
Борис Гамалея (Гамалия; 18 декабря 1930, Сен-Луи — 30 июня 2019) — реюньонский поэт, лингвист, литературовед, фольклорист, автор нескольких сборников, общественный деятель, коммунист. Писал на французском языке.

## Биография
Отец поэта был украинцем (из рода Гамалей, считался потомком гетмана Петра Дорошенко и эмигрировал после революции), мать — реюньонской креолкой с португальскими корнями. Начал публиковаться в реюньонских газетах. В 1950 году отправился во Францию для получения высшего образования, в следующем году оставил Институционную нормальную школу Авиньона ради университетского городка Экс-ан-Прованс, где присоединился к Французской коммунистической партии.
Вернувшись на остров в 1955 со своей женой, литературоведкой и активисткой Клели, преподавал французский язык и начал собирать местный фольклор, а в 1959 году стал членом Коммунистической партии Реюньона. Смолоду участвовавший в освободительной борьбе Гамалея испытал репрессии от французской колониальной администрации: по приказу премьер-министра Мишеля Дебре в соответствующем ордонансе от 1960 года был вместе с супругой и одиннадцатью другими коммунистическими и антиколониальными деятелями выслан за пределы острова, проведя в изгнании 12 лет. 
В материковой Франции получил диплом по русской филологии в Сорбонне, вступил во Всеобщий профсоюз реюньонских трудящихся во Франции (Union générale des travailleurs réunionnais en France) и писал для его органа. Возвращение на родину стало возможным только в 1972 году, после голодовки сосланных жителей Реюньона и Вест-Индии, в которой приняли участие супруги Гамалеи. По возвращении основал специализированный журнал под названием Bardzour, в котором, среди прочего, собиралось устное народное творчество и публиковались материалы о Реюньоне на креольском языке. Борис входил в состав Центрального комитета Коммунистической партии Реюньона, но после 1980 года отошёл от партии и активизма. 
Прославился как автор нескольких поэтических сборников, в основном посвящённых сперва общественно-политической тематике, а затем — природе и культуре островов Индийского океана. Он ворвался в реюньонскую литературу в 1973 году с Vali pour une reine morte («Вали для королевы смерти», вали — малагасийский музыкальный инструмент) — книгой написанных между 1960 и 1972 годами стихов, считающейся столь же основополагающей для Реюньона, как «Хозяева росы» Жака Румена для гаитянской литературы или  «Дневник возвращения в родную страну» Эме Сезера для литературы Французской Вест-Индии (примечательно, что все трое авторов были коммунистами).
Стихи Бориса Гамалеи печатались на украинском языке (перевод Виктора Коптилова) в журнале «Всесвіт» (1981) и антологии «Поэзия Африки» (1983). В романе в стихах 1997 года L’île du Tsarévitch («Остров царевича») обращается к своим славянским корням и судьбе отца. В 1998 году власти заказали у него к 150-летию отмены рабства во Франции произведение, коим стала оратория Ombline, ou le volcan à l’enver, в основу либретто которой положена одна из пьес Гамалеи.
Престарелая чета Гамалей покинула остров Реюньон в 2012 году, перебравшись к детям в Барбизон.